# Ewing (Rennwagen)
Ewing war ein US-amerikanischer Chassis-Hersteller im Monoposto-Rennwagenbau der 1950er-Jahre. Gründer Wayne Ewing (1929–1986) baute Rennwagen die vor allem in der AAA-National-Serie und bei den 500 Meilen von Indianapolis zum Einsatz kamen.

## Renneinsätze
1950 fuhr Jimmy Davies eine Ewing mit Offenhauser-Motor in Indianapolis und kam als 17. ins Ziel. 1960 bestritten Eddie Sachs und Al Herman das 500-Meilen-Rennen ebenfalls mit einem Ewing-Offenhauser. Sachs fiel nach einem Schaden am Magnetzünder nach 132 Runden aus. Herman hatte schon nach 34 Runden einen Kupplungsschaden. Gegen Ende der Saison gewann Sachs das zweite Trenton 100 der Champcar Serie mit dem Wagen.
Sachs trat danach noch 2 mal mit dem Wagen in indianapolis an, wobei er 1961 den zweiten und 1962 den dritten Platz erzielen konnte. 1963 pilotierte Chuck Hulse den Wagen zum 8. Platz beim Indy 500. Darüber hinaus erzielte er 2 Podiumsplätze bei zusätzlichen Champcar-Läufen.